# Novika
Novika (tên thật là Katarzyna Nowicka, sinh ngày 22 tháng 3 năm 1974 tại Warszawa) là một ca sĩ, DJ và nhà sản xuất nhạc người Ba Lan.

## Sự nghiệp
Cô được biết đến với nhiều lần hợp tác cùng với các nghệ sĩ Futro, Smolik, Fisz, Vienio & Pele, Adamus và các nghệ sĩ khác. Họ đều xuất hiện trong album "feat. Novika" (Sissy, 2004) do cô phát hành. Novika đã thành lập một hãng thu âm mang tên là Beats Friendly. Cô cũng tham gia biểu diễn tại các lễ hội lớn ở Ba Lan (chẳng hạn như Astigmatic, Heineken Open'er, Era New Horizons), ở Paris (Closing of Polish Year in France) và Nhật Bản (Expo).

## Album
| Tựa đề         | Chi tiết album                                                                                        | Xếp hạng |
| Tựa đề         | Chi tiết album                                                                                        | POL      |
| -------------- | --- | -------- |
| feat. Novika   | - Phát hành: 29 tháng 3 năm 2004 - Hãng đĩa: BMG - Định dạng: CD, tải kỹ thuật số                     | 11       |
| Finally (EP)   | - Phát hành: 20 tháng 2 năm 2006 - Hãng đĩa: Beats Friendly Records - Định dạng: CD                   | —        |
| Tricks of Life | - Phát hành: 30 tháng 10 năm 2006 - Hãng đĩa: Kayax/EMI Music Poland - Định dạng: CD, tải kỹ thuật số | 24       |
| Lovefinder     | - Phát hành: 22 tháng 1 năm 2010 - Hãng đĩa: Kayax/EMI Music Poland - Định dạng: CD, tải kỹ thuật số  | 6        |
| Mixfinder      | - Phát hành: 14 tháng 6 năm 2011 - Hãng đĩa: Kayax/EMI Music Poland - Định dạng: CD, tải kỹ thuật số  | —        |
| Heart Times    | - Phát hành: 2 tháng 4 năm 2013 - Hãng đĩa: MMA rec - Định dạng: CD, tải kỹ thuật số                  | —        |